# محمد چالاوغلو
محمد چالاوغلو (انگلیسی: Muhammed Çalhanoğlu؛ زادهٔ ۱۹ آوریل ۱۹۹۵) بازیکن فوتبال اهل ترکیه است.
از باشگاه‌هایی که در آن بازی کرده‌است می‌توان به باشگاه فوتبال آستریا کلاگن‌فورت اشاره کرد.
وی همچنین در تیم ملی فوتبال جوانان ترکیه بازی کرده‌است.